# Forma diferencial
Em geometria diferencial, uma forma diferencial  é um objeto matemático pertencente a um espaço vetorial que aparece no cálculo multivariável, cálculo tensorial ou em física. Pode ser comumente entendida como um operador multilinear antissimétrico definido sobre o espaço vetorial tangente a uma variedade diferenciável. Em um espaço ou variedade de dimensão n, podem definir-se 0-formas, 1-formas, ... e n-formas. Pela propriedade da antissimetria, as k-formas para k > n são identicamente nulas.
O conceito de forma diferencial é uma generalização sobre ideias prévias como o gradiente, a divergência, o rotacional, etc. Essa generalização e a moderna notação usada no estudo das formas diferenciais se deve a Elie Cartan.

## Definição
Relembrando algumas definições: Um k-Tensor em um Espaço vetorial V é um k-funcional linear {\displaystyle f:V\times \dots \times V\to \mathbb {R} .} Um k-Tensor {\displaystyle f} é alternado se, para qualquer permutação {\displaystyle \sigma \in S_{k}}, {\displaystyle f(v_{\sigma (1)},\dots ,v_{\sigma (k)})=\operatorname {sgn}(\sigma )f(v_{1},\dots ,v_{k}),} onde {\displaystyle \operatorname {sgn}(\sigma )} é a função Função sinal da permutação {\displaystyle \sigma .} 
Uma k-forma diferencial em uma variedade M é um funcional {\displaystyle \omega } que associa a cada ponto {\displaystyle p\in M} um k-funcional {\displaystyle \omega _{p}\in \Lambda ^{k}(T_{p}^{*}M)}, onde {\displaystyle T_{p}^{*}M} denota o espaço dual ao espaço tangente de {\displaystyle M} em {\displaystyle p} denotado por {\displaystyle T_{p}M} e {\displaystyle \Lambda ^{k}(T_{p}^{*}M)} é descrito como sendo o espaço vetorial de todos os  k-tensores alternados em {\displaystyle T_{p}^{*}M} .

## 0-formas, 1-formas ek-formas
O exemplo não trivial mais notável de uma forma diferencial é constituído pelas 1-formas, também chamadas formas pfaffianas. Essas formas são a maneira rigorosa de tratar os diferenciais das funções reais sobre uma variedade (para funções ordinárias a variedade é simplesmente o espaço euclidiano, {\displaystyle \mathbb {R} ^{n}}). As 1-formas também aparecem em física, assim, por exemplo, as "diferenciais" das variáveis de estado usadas em termodinâmica são de fato 1-formas (ainda que o tratamento informal das mesmas despreze esse fato). Na geometria diferencial, o estudo das variedades diferenciáveis, as 1-formas atuam como funções lineares reais definidas sobre o espaço vetorial tangente à variedade diferencial que se está considerando. Assim pois o conjunto de todas as 1-formas definidas em um ponto da variedade é isomorfo ao espaço dual do espaço vetorial tangente neste ponto.
Outro exemplo, um tanto trivial, são as funções reais definidas sobre uma variedade, que podem ser tratadas formalmente como 0-formas. O nome é justificado porque existe um operador denominado diferencial exterior que aplica k-formas em k+1-formas; dado que a diferencial exterior de uma função real é 1-forma é conveniente se chamar 0-formas aos objetos matemáticos, como as funções reais, cuja diferencial é uma 1-forma. Assim, por exemplo, as funções de estado da termodinâmica, a lagrangiana da mecânica lagrangiana ou o hamiltoniano da mecânica hamiltoniana são de fato 0-formas definidas sobre os respectivos espaços de configuração ou espaços de fases do sistema físico.
Finalmente, e usando o maior nível de generalidade se definem as k-formas, uma forma de grau k, ou k-forma, é uma seção diferenciável da k-ésima potencia exterior do fibrado cotangente da variedade. Em qualquer ponto P em uma variedade, uma k-forma resulta em uma função multilinear desde a potência cartesiana k-ésima do espaço tangente em P a ℝ.

## Algumas definições formais
1. O conjunto de todas as k-formas definidas no espaço vetorial tangente de um ponto x de uma variedade se chama {\displaystyle \Lambda _{x}^{k}}.
2. O conjunto de todas as formas diferenciais sobre uma variedade de dimensão n, que resulta ser {\displaystyle \Lambda _{x}=\Lambda _{x}^{0}\oplus \Lambda _{x}^{1}\oplus \dots \oplus \Lambda _{x}^{n}} , é a álgebra de Grassmann da variedade e é em si mesma um espaço vetorial de dimensão 2n.
3. Existe um operador, chamado diferencial exterior {\displaystyle d:\Lambda _{x}^{k-1}\to \Lambda _{x}^{k}\qquad 1\leq k\leq n}
4. Uma k-forma diferencial {\displaystyle \omega \,} se chama fechada se seu diferencial exterior é zero, ou seja, {\displaystyle d\omega =0\,}.
5. Uma k-forma diferencial {\displaystyle \alpha \,} se denomina exata se existe outra uma (k-1)-forma {\displaystyle \beta \,} tal que sua derivada exterior é precisamente {\displaystyle \alpha \,}, ou seja, {\displaystyle \alpha =d\beta \,}.

## Integração das formas
Em uma variedade diferenciável de dimensão {\displaystyle n\geq k} pode-se definir o análogo da longitude de uma curva, a área de uma superfície, o volume, ou em geral o k-volume.
Cada um dos conceitos métricos anteriores é calculado como a integração de uma forma diferencial sobre um subconjunto da variedade diferenciável. Assim o conceito de longitude está associado com 1-formas, o de área com 2-formas (elemento de área), o de volume com 3-formas (elemento de volume), etc.
Matematicamente, as formas diferenciáveis de grau k podem ser integradas sobre cadeias k dimensionais ou mais geralmente conjuntos de dimensão topológica k. Se k = 0, isto é simplesmente a avaliação de funções nos pontos. Outros valores de k = 1, 2, 3 correspondem às integrais de linha, às integrais superficiais, às integrais de volume, etc. Um resultado muito importante, relacionado com a integração de formas se chama teorema de Stokes (do qual a regra de Barrow para integrais ou o teorema da divergência são casos particulares).

## Operações em formas
O conjunto de todas as k-formas em uma variedade são um espaço vetorial. Além disso, há duas outras operações: "cunha" e derivada exterior. Ver cohomologia de Rham para mais detalhes.
A relação fundamental entre a derivada exterior e a integração é dada pelo teorema de Stokes generalizado, que também proporciona a dualidade entre a cohomologia de Rham e a homologia de cadeias.

## Formas diferenciais em física
Em física, o uso de formas diferenciais é comum em várias áreas, por exemplo, a termodinâmica e a teoria da relatividade.
Em termodinâmica é prática comum chamar formas pfaffianas às 1-formas. Lamentavelmente, a maior parte dos manuais recorre ao uso convencional destes objetos de uma forma pouco ou nada rigorosa. Igualmente se pode chamar diferenciais exatas às 1-formas exatas.